# 向阳街道 (牡丹江市)
向阳街道，是中华人民共和国黑龙江省牡丹江市爱民区下辖的一个乡镇级行政单位。

## 行政区划
向阳街道下辖以下地区：
建卫社区、兴平社区和拥军社区。